# Rusłan Pidhorny
Rusłan Pidhorny, ukr. Руслан Віталійович Підгорний  (ur. 25 lipca 1977 w Winnicy) – ukraiński kolarz szosowy i torowy, zawodnik grupy Vacansoleil-DCM.
Jest kolarzem bardzo dobrze jeżdżącym na etapach górskich. Podczas 5. etapu do Zakopanego, w Tour de Pologne w 2011 roku zainicjował ucieczkę i prowadząc przez większość część etapu zdobył na jeden etap koszulkę najlepszego "górala". Startował w igrzyskach olimpijskich w 2008 roku w Pekinie w wyścigu ze startu wspólnego.

## Najważniejsze zwycięstwa i sukcesy
- 2006
  - Trophée Matteotti
  - drugi w Dookoła Austrii
- 2007
  - etap w Brixia Tour
- 2008
  -  mistrzostwo kraju w wyścigu ze startu wspólnego
  - etap w Dookoła Austrii
    - trzeci w klasyfikacji generalnej
- 2009
  - drugi w Dookoła Austrii
- 2011
  - prowadzenie w klasyfikacji górskiej w Tour de Pologne po 5. etapie (jeden etap)